# Evropský pohár juniorů ve sportovním lezení 2012
Evropský pohár juniorů ve sportovním lezení 2012 se uskutečnil v sedmi zemích. Zahájen byl 18. května v britském Edinburghu prvním závodem Evropského poháru juniorů ve sportovním lezení lezením na obtížnost a rychlost. V obtížnosti se uskutečnilo šest závodů (škrtaly se dva nejhorší výsledky), v lezení na rychlost čtyři závody, v boulderingu dva.
Poslední závod Evropského poháru juniorů se uskutečnil 12.–13. října ve slovinském Kranji (v lezení na obtížnost), spolu se světovým pohárem v lezení na obtížnost, který zde končil tradičně o týden dříve. Celkem proběhlo v deseti městech dvanáct závodů pod patronátem Mezinárodní federace sportovního lezení (IFSC), v Edinburghu a Moskvě se závodilo ve dvou disciplínách.
V roce 2012 se v lezení na obtížnost a rychlost konalo ve Francii také Mistrovství Evropy juniorů, které se do výsledků Evropského poháru juniorů nezapočítávalo.

## Přehledy závodů

### Češi na EPJ
Čeští závodníci si z jednotlivých závodů odvezli devět medailí (4/2/3), v celkovém hodnocení získali zlato Jan Kříž a bronz Pavel Krutil v lezení na rychlost v kategoriích A a B.

### Kalendář
| Kalendář závodů EPJ 2012 | Kalendář závodů EPJ 2012 | Kalendář závodů EPJ 2012 | Kalendář závodů EPJ 2012 | Kalendář závodů EPJ 2012 | Kalendář závodů EPJ 2012 | Kalendář závodů EPJ 2012 | Kalendář závodů EPJ 2012 | Kalendář závodů EPJ 2012 | Kalendář závodů EPJ 2012 |
| Datum                    | Místo                    | Země                     | Web                      | Počet závodníků          | Počet závodníků          | Počet závodníků          | Počet zemí               | Počet zemí               | Počet zemí               |
| Datum                    | Místo                    | Země                     | Web                      | obtížnost                | rychlost                 | bouldering               | obtížnost                | rychlost                 | bouldering               |
| ------------------------ | ------------------------ | ------------------------ | ------------------------ | ------------------------ | ------------------------ | ------------------------ | ------------------------ | ------------------------ | ------------------------ |
| 18.—20. května           | Edinburgh                | Spojené království       |                          | x                        | x                        | —                        | x                        | x                        | —                        |
| 25.—27. května           | Moskva                   | Rusko                    |                          | x                        | x                        | —                        | x                        | x                        | —                        |
| 2.—3. června             | Grindelwald              | Švýcarsko                |                          | —                        | —                        | x                        | —                        | —                        | x                        |
| 9. června                | Voiron                   | Francie                  |                          | x                        | —                        | —                        | x                        | —                        | —                        |
| 30. června — 1. července | Linec                    | Rakousko                 | klettern-imst.com        | x                        | —                        | —                        | x                        | —                        | —                        |
| 8. července              | Chamonix                 | Francie                  |                          | —                        | x                        | —                        | —                        | x                        | —                        |
| 25.—26. července         | L'Argentière             | Francie                  |                          |                          | —                        | x                        | —                        | —                        | x                        |
| 4.—5. srpna              | Imst                     | Rakousko                 |                          | x                        | —                        | —                        | x                        | —                        | —                        |
| 11. srpna                | Pieve                    | Itálie                   |                          | —                        | x                        | —                        | —                        | x                        | —                        |
| 24.—25. listopadu        | Kranj                    | Slovinsko                |                          | x                        | —                        | —                        | x                        | —                        | —                        |
| Celkem                   | 10                       | 7                        | IFSC                     | x                        | x                        | x                        | 6                        | 4                        | 2                        |

### Junioři
| Výsledky EPJ v lezení na obtížnost 2012 (6-2) junioři | Výsledky EPJ v lezení na obtížnost 2012 (6-2) junioři | Výsledky EPJ v lezení na obtížnost 2012 (6-2) junioři | Výsledky EPJ v lezení na obtížnost 2012 (6-2) junioři | Výsledky EPJ v lezení na obtížnost 2012 (6-2) junioři | Výsledky EPJ v lezení na obtížnost 2012 (6-2) junioři | Výsledky EPJ v lezení na obtížnost 2012 (6-2) junioři | Výsledky EPJ v lezení na obtížnost 2012 (6-2) junioři | Výsledky EPJ v lezení na obtížnost 2012 (6-2) junioři | Výsledky EPJ v lezení na obtížnost 2012 (6-2) junioři |
| Pořadí                                                | Jméno                                                 | Země                                                  | Body                                                  | Kranj                                                 | Imst                                                  | Linec                                                 | Voiron                                                | Moskva                                                | Edinburgh                                             |
| ----------------------------------------------------- | ----------------------------------------------------- | ----------------------------------------------------- | ----------------------------------------------------- | ----------------------------------------------------- | ----------------------------------------------------- | ----------------------------------------------------- | ----------------------------------------------------- | ----------------------------------------------------- | ----------------------------------------------------- |
| 1.                                                    | Domen Škofic                                          | Slovinsko                                             | 400                                                   | 1. 100                                                | 1. 100                                                | 1. 100                                                | 1. 100                                                | —                                                     | 1. (100)                                              |
| 2.                                                    | Marcello Bombardi                                     | Itálie                                                | 290                                                   | 2. 80                                                 | 3. 65                                                 | 2. 80                                                 | 6. (47)                                               | —                                                     | 3. 65                                                 |
| 3.                                                    | Sergej Epih                                           | Slovinsko                                             | 255                                                   | 6. 45                                                 | 10. (34)                                              | 3. 65                                                 | 3. 65                                                 | —                                                     | 2. 80                                                 |
|                                                       |                                                       |                                                       |                                                       |                                                       |                                                       |                                                       |                                                       |                                                       |                                                       |
| 16.-18.                                               | Jan Jeliga                                            | Česko                                                 | 80                                                    | —                                                     | 17. 18                                                | 21. 10                                                | 14. 24                                                | —                                                     | 12. 28                                                |
| 31.                                                   | Michal Štěpánek                                       | Česko                                                 | 44                                                    | 24. 7                                                 | —                                                     | —                                                     | 18. 16                                                | —                                                     | 15. 21                                                |
| 42.-43.                                               | Roman Kučera                                          | Česko                                                 | 24                                                    | 23. 8                                                 | —                                                     | 18. 16                                                | —                                                     | —                                                     | —                                                     |
| počet finalistů                                       | počet finalistů                                       | počet finalistů                                       | počet finalistů                                       | 10                                                    | 10                                                    | 10                                                    | 10                                                    | 10                                                    | 10                                                    |
| počet semifinalistů                                   | počet semifinalistů                                   | počet semifinalistů                                   | počet semifinalistů                                   | bez semifinále                                        | bez semifinále                                        | bez semifinále                                        | bez semifinále                                        | bez semifinále                                        | bez semifinále                                        |
| bodovaných závodníků                                  | bodovaných závodníků                                  | bodovaných závodníků                                  | 52                                                    | 25                                                    | 27                                                    | 22                                                    | 18                                                    | 10                                                    | 17                                                    |
| celkový počet závodníků                               | celkový počet závodníků                               | celkový počet závodníků                               | —                                                     | 25                                                    | 27                                                    | 22                                                    | 18                                                    | 10                                                    | 17                                                    |

| Výsledky EPJ v lezení na rychlost 2012 (4) junioři | Výsledky EPJ v lezení na rychlost 2012 (4) junioři | Výsledky EPJ v lezení na rychlost 2012 (4) junioři | Výsledky EPJ v lezení na rychlost 2012 (4) junioři | Výsledky EPJ v lezení na rychlost 2012 (4) junioři | Výsledky EPJ v lezení na rychlost 2012 (4) junioři | Výsledky EPJ v lezení na rychlost 2012 (4) junioři | Výsledky EPJ v lezení na rychlost 2012 (4) junioři |
| Pořadí                                             | Jméno                                              | Země                                               | Body                                               | Pieve                                              | Chamonix                                           | Moskva                                             | Edinburgh                                          |
| -------------------------------------------------- | -------------------------------------------------- | -------------------------------------------------- | -------------------------------------------------- | -------------------------------------------------- | -------------------------------------------------- | -------------------------------------------------- | -------------------------------------------------- |
| 1.                                                 | Leonardo Gontero                                   | Itálie                                             | 265                                                | 1. 100                                             | 3. 65                                              | —                                                  | 1. 100                                             |
| 2.                                                 | Dmitrij Timofejev                                  | Rusko                                              | 200                                                | —                                                  | 1. 100                                             | 1. 100                                             | —                                                  |
| 3.                                                 | Marcin Dzienski                                    | Polsko                                             | 120                                                | —                                                  | 8. 40                                              | —                                                  | 2. 80                                              |
| 3.                                                 | Guillaume Moro                                     | Francie                                            | 120                                                | —                                                  | 4. 55                                              | —                                                  | 3. 65                                              |
|                                                    |                                                    |                                                    |                                                    |                                                    |                                                    |                                                    |                                                    |
| —                                                  | —                                                  | Česko                                              | —                                                  | —                                                  | —                                                  | —                                                  | —                                                  |
| počet finalistů                                    | počet finalistů                                    | počet finalistů                                    | počet finalistů                                    | 4                                                  | 4                                                  | 4                                                  | 3                                                  |
| počet semifinalistů                                | počet semifinalistů                                | počet semifinalistů                                | počet semifinalistů                                | bez semifinále                                     | 8                                                  | 8                                                  | bez semifinále                                     |
| bodovaných závodníků                               | bodovaných závodníků                               | bodovaných závodníků                               | 23                                                 | 5                                                  | 11                                                 | 10                                                 | 3                                                  |
| počet závodníků                                    | počet závodníků                                    | počet závodníků                                    | —                                                  | 5                                                  | 11                                                 | 10                                                 | 3                                                  |

| Výsledky EPJ v boulderingu 2012 (2) junioři | Výsledky EPJ v boulderingu 2012 (2) junioři | Výsledky EPJ v boulderingu 2012 (2) junioři | Výsledky EPJ v boulderingu 2012 (2) junioři | Výsledky EPJ v boulderingu 2012 (2) junioři | Výsledky EPJ v boulderingu 2012 (2) junioři |
| Pořadí                                      | Jméno                                       | Země                                        | Body                                        | L'Argentière                                | Grindelwald                                 |
| ------------------------------------------- | ------------------------------------------- | ------------------------------------------- | ------------------------------------------- | ------------------------------------------- | ------------------------------------------- |
| 1.                                          | Kevin Heiniger                              | Švýcarsko                                   | 180                                         | 1. 100                                      | 2. 80                                       |
| 2.                                          | Domen Škofic                                | Slovinsko                                   | 155                                         | 4. 55                                       | 1. 100                                      |
| 3.                                          | Jonas Winter                                | Německo                                     | 135                                         | 2. 80                                       | 4. 55                                       |
|                                             |                                             |                                             |                                             |                                             |                                             |
| —                                           | —                                           | Česko                                       | —                                           | —                                           | —                                           |
| počet finalistů                             | počet finalistů                             | počet finalistů                             | počet finalistů                             | 6                                           | 6                                           |
| počet semifinalistů                         | počet semifinalistů                         | počet semifinalistů                         | počet semifinalistů                         | bez semifinále                              | bez semifinále                              |
| bodovaných závodníků                        | bodovaných závodníků                        | bodovaných závodníků                        | 23                                          | 17                                          | 19                                          |
| počet závodníků                             | počet závodníků                             | počet závodníků                             | —                                           | 17                                          | 19                                          |

### Juniorky
| Výsledky EPJ v lezení na obtížnost 2012 (6-2) juniorky | Výsledky EPJ v lezení na obtížnost 2012 (6-2) juniorky | Výsledky EPJ v lezení na obtížnost 2012 (6-2) juniorky | Výsledky EPJ v lezení na obtížnost 2012 (6-2) juniorky | Výsledky EPJ v lezení na obtížnost 2012 (6-2) juniorky | Výsledky EPJ v lezení na obtížnost 2012 (6-2) juniorky | Výsledky EPJ v lezení na obtížnost 2012 (6-2) juniorky | Výsledky EPJ v lezení na obtížnost 2012 (6-2) juniorky | Výsledky EPJ v lezení na obtížnost 2012 (6-2) juniorky | Výsledky EPJ v lezení na obtížnost 2012 (6-2) juniorky |
| Pořadí                                                 | Jméno                                                  | Země                                                   | Body                                                   | Kranj                                                  | Imst                                                   | Linec                                                  | Voiron                                                 | Moskva                                                 | Edinburgh                                              |
| ------------------------------------------------------ | ------------------------------------------------------ | ------------------------------------------------------ | ------------------------------------------------------ | ------------------------------------------------------ | ------------------------------------------------------ | ------------------------------------------------------ | ------------------------------------------------------ | ------------------------------------------------------ | ------------------------------------------------------ |
| 1.                                                     | Tina Johnsen Hafsaas                                   | Norsko                                                 | 380                                                    | 1. 100                                                 | 1. 100                                                 | 5. (51)                                                | 3. (65)                                                | 1. 100                                                 | 2. 80                                                  |
| 2.                                                     | Katharina Pöll                                         | Rakousko                                               | 243                                                    | 7. 43                                                  | 3. 65                                                  | 2. 80                                                  | 4. 55                                                  | —                                                      | —                                                      |
| 3.                                                     | Amanda Rohner                                          | Švýcarsko                                              | 211                                                    | 2. 80                                                  | 2. 80                                                  | —                                                      | 5. 51                                                  | —                                                      | —                                                      |
|                                                        |                                                        |                                                        |                                                        |                                                        |                                                        |                                                        |                                                        |                                                        |                                                        |
| 19.                                                    | Eva Křížová                                            | Česko                                                  | 86                                                     | —                                                      | 18. 16                                                 | 24. 7                                                  | 13. 26                                                 | —                                                      | 9. 37                                                  |
| 30.                                                    | Michaela Zbořilová                                     | Česko                                                  | 40                                                     | —                                                      | 23. 8                                                  | 23. 8                                                  | 14. 24                                                 | —                                                      | —                                                      |
| 38.-39.                                                | Kateřina Švecová                                       | Česko                                                  | 18                                                     | —                                                      | 22. 9                                                  | 22. 9                                                  | —                                                      | —                                                      | —                                                      |
| počet finalistek                                       | počet finalistek                                       | počet finalistek                                       | počet finalistek                                       | 11                                                     | 10                                                     | 10                                                     | 10                                                     | 7                                                      | 10                                                     |
| počet semifinalistek                                   | počet semifinalistek                                   | počet semifinalistek                                   | počet semifinalistek                                   | bez semifinále                                         | bez semifinále                                         | bez semifinále                                         | bez semifinále                                         | bez semifinále                                         | bez semifinále                                         |
| bodovaných závodnic                                    | bodovaných závodnic                                    | bodovaných závodnic                                    | 41                                                     | 15                                                     | 23                                                     | 24                                                     | 15                                                     | 7                                                      | 12                                                     |
| počet závodnic                                         | počet závodnic                                         | počet závodnic                                         | —                                                      | 15                                                     | 23                                                     | 24                                                     | 15                                                     | 7                                                      | 12                                                     |

| Výsledky EPJ v lezení na rychlost 2012 (4) juniorky | Výsledky EPJ v lezení na rychlost 2012 (4) juniorky | Výsledky EPJ v lezení na rychlost 2012 (4) juniorky | Výsledky EPJ v lezení na rychlost 2012 (4) juniorky | Výsledky EPJ v lezení na rychlost 2012 (4) juniorky | Výsledky EPJ v lezení na rychlost 2012 (4) juniorky | Výsledky EPJ v lezení na rychlost 2012 (4) juniorky | Výsledky EPJ v lezení na rychlost 2012 (4) juniorky |
| Pořadí                                              | Jméno                                               | Země                                                | Body                                                | Pieve                                               | Chamonix                                            | Moskva                                              | Edinburgh                                           |
| --------------------------------------------------- | --------------------------------------------------- | --------------------------------------------------- | --------------------------------------------------- | --------------------------------------------------- | --------------------------------------------------- | --------------------------------------------------- | --------------------------------------------------- |
| 1.                                                  | Anouck Jaubert                                      | Francie                                             | 165                                                 | —                                                   | 3. 65                                               | —                                                   | 1. 100                                              |
| 2.                                                  | Aleksandra Rudzinska                                | Polsko                                              | 160                                                 | —                                                   | 2. 80                                               | —                                                   | 2. 80                                               |
| 3.                                                  | Ilaria Guidotti                                     | Itálie                                              | 128                                                 | 1. 100                                              | 12. 28                                              | —                                                   | —                                                   |
|                                                     |                                                     |                                                     |                                                     |                                                     |                                                     |                                                     |                                                     |
| 8.                                                  | Eva Křížová                                         | Česko                                               | 91                                                  | —                                                   | 13. 26                                              | —                                                   | 3. 65                                               |
| počet finalistek                                    | počet finalistek                                    | počet finalistek                                    | počet finalistek                                    | bez finále                                          | 4                                                   | 4                                                   | 3                                                   |
| počet semifinalistek                                | počet semifinalistek                                | počet semifinalistek                                | počet semifinalistek                                | bez semifinále                                      | 8                                                   | bez semifinále                                      | bez semifinále                                      |
| bodovaných závodnic                                 | bodovaných závodnic                                 | bodovaných závodnic                                 | 18                                                  | 2                                                   | 13                                                  | 6                                                   | 3                                                   |
| počet závodnic                                      | počet závodnic                                      | počet závodnic                                      | —                                                   | 2                                                   | 13                                                  | 6                                                   | 3                                                   |

| Výsledky EPJ v boulderingu 2012 (2) juniorky | Výsledky EPJ v boulderingu 2012 (2) juniorky | Výsledky EPJ v boulderingu 2012 (2) juniorky | Výsledky EPJ v boulderingu 2012 (2) juniorky | Výsledky EPJ v boulderingu 2012 (2) juniorky | Výsledky EPJ v boulderingu 2012 (2) juniorky |
| Pořadí                                       | Jméno                                        | Země                                         | Body                                         | L'Argentière                                 | Grindelwald                                  |
| -------------------------------------------- | -------------------------------------------- | -------------------------------------------- | -------------------------------------------- | -------------------------------------------- | -------------------------------------------- |
| 1.                                           | Fanny Gibert                                 | Francie                                      | 200                                          | 1. 100                                       | 1. 100                                       |
| 2.                                           | Manon Chapet                                 | Francie                                      | 145                                          | 2. 80                                        | 3. 65                                        |
| 2.                                           | Victoria Klemm                               | Rakousko                                     | 145                                          | 3. 65                                        | 2. 80                                        |
|                                              |                                              |                                              |                                              |                                              |                                              |
| —                                            | —                                            | Česko                                        | —                                            | —                                            | —                                            |
| počet finalistek                             | počet finalistek                             | počet finalistek                             | počet finalistek                             | 6                                            | 6                                            |
| počet semifinalistek                         | počet semifinalistek                         | počet semifinalistek                         | počet semifinalistek                         | bez semifinále                               | bez semifinále                               |
| bodovaných závodnic                          | bodovaných závodnic                          | bodovaných závodnic                          | 24                                           | 14                                           | 22                                           |
| počet závodnic                               | počet závodnic                               | počet závodnic                               | —                                            | 14                                           | 22                                           |

### Chlapci kat A
| Výsledky EPJ v lezení na obtížnost 2012 (6-2) chlapci A | Výsledky EPJ v lezení na obtížnost 2012 (6-2) chlapci A | Výsledky EPJ v lezení na obtížnost 2012 (6-2) chlapci A | Výsledky EPJ v lezení na obtížnost 2012 (6-2) chlapci A | Výsledky EPJ v lezení na obtížnost 2012 (6-2) chlapci A | Výsledky EPJ v lezení na obtížnost 2012 (6-2) chlapci A | Výsledky EPJ v lezení na obtížnost 2012 (6-2) chlapci A | Výsledky EPJ v lezení na obtížnost 2012 (6-2) chlapci A | Výsledky EPJ v lezení na obtížnost 2012 (6-2) chlapci A | Výsledky EPJ v lezení na obtížnost 2012 (6-2) chlapci A |
| Pořadí                                                  | Jméno                                                   | Země                                                    | Body                                                    | Kranj                                                   | Imst                                                    | Linec                                                   | Voiron                                                  | Moskva                                                  | Edinburgh                                               |
| ------------------------------------------------------- | ------------------------------------------------------- | ------------------------------------------------------- | ------------------------------------------------------- | ------------------------------------------------------- | ------------------------------------------------------- | ------------------------------------------------------- | ------------------------------------------------------- | ------------------------------------------------------- | ------------------------------------------------------- |
| 1.                                                      | Loic Timmermans                                         | Belgie                                                  |                                                         |                                                         |                                                         |                                                         |                                                         |                                                         |                                                         |
| 2.                                                      | Bernhard Röck                                           | Rakousko                                                |                                                         |                                                         |                                                         |                                                         |                                                         |                                                         |                                                         |
| 3.                                                      | Geoffray De Flaugergues                                 | Francie                                                 |                                                         |                                                         |                                                         |                                                         |                                                         |                                                         |                                                         |
|                                                         |                                                         |                                                         |                                                         |                                                         |                                                         |                                                         |                                                         |                                                         |                                                         |
| 20.                                                     | Petr Čermák                                             | Česko                                                   |                                                         |                                                         |                                                         |                                                         |                                                         |                                                         |                                                         |
| ?.                                                      |                                                         | Česko                                                   |                                                         |                                                         |                                                         |                                                         |                                                         |                                                         |                                                         |
| počet finalistů                                         | počet finalistů                                         | počet finalistů                                         | počet finalistů                                         | ?8                                                      | ?8                                                      | ?8                                                      | ?8                                                      | ?8                                                      | ?8                                                      |
| počet semifinalistů                                     | počet semifinalistů                                     | počet semifinalistů                                     | počet semifinalistů                                     | ?26                                                     | ?26                                                     | ?26                                                     | ?26                                                     | ?26                                                     | ?26                                                     |
| bodovaných závodníků                                    | bodovaných závodníků                                    | bodovaných závodníků                                    | 71                                                      | ?                                                       | ?                                                       | ?                                                       | ?                                                       | ?                                                       | ?                                                       |
| celkový počet závodníků                                 | celkový počet závodníků                                 | celkový počet závodníků                                 | —                                                       | ?                                                       | ?                                                       | ?                                                       | ?                                                       | ?                                                       | ?                                                       |

| Výsledky EPJ v lezení na rychlost 2012 (4) chlapci A | Výsledky EPJ v lezení na rychlost 2012 (4) chlapci A | Výsledky EPJ v lezení na rychlost 2012 (4) chlapci A | Výsledky EPJ v lezení na rychlost 2012 (4) chlapci A | Výsledky EPJ v lezení na rychlost 2012 (4) chlapci A | Výsledky EPJ v lezení na rychlost 2012 (4) chlapci A | Výsledky EPJ v lezení na rychlost 2012 (4) chlapci A | Výsledky EPJ v lezení na rychlost 2012 (4) chlapci A |
| Pořadí                                               | Jméno                                                | Země                                                 | Body                                                 | Pieve                                                | Chamonix                                             | Moskva                                               | Edinburgh                                            |
| ---------------------------------------------------- | ---------------------------------------------------- | ---------------------------------------------------- | ---------------------------------------------------- | ---------------------------------------------------- | ---------------------------------------------------- | ---------------------------------------------------- | ---------------------------------------------------- |
| 1.                                                   | Jan Kříž                                             | Česko                                                |                                                      |                                                      |                                                      |                                                      |                                                      |
| 2.                                                   | Alessandro Santoni                                   | Itálie                                               |                                                      |                                                      |                                                      |                                                      |                                                      |
| 3.                                                   | Gian-Luca Grichting                                  | Švýcarsko                                            |                                                      |                                                      |                                                      |                                                      |                                                      |
|                                                      |                                                      |                                                      |                                                      |                                                      |                                                      |                                                      |                                                      |
| —                                                    | —                                                    | Česko                                                | —                                                    | —                                                    | —                                                    | —                                                    | —                                                    |
| počet finalistů                                      | počet finalistů                                      | počet finalistů                                      | počet finalistů                                      | 4                                                    | 4                                                    | 4                                                    | 4                                                    |
| počet semifinalistů                                  | počet semifinalistů                                  | počet semifinalistů                                  | počet semifinalistů                                  | 16/8                                                 | 16/8                                                 | 16/8                                                 | 16/8                                                 |
| bodovaných závodníků                                 | bodovaných závodníků                                 | bodovaných závodníků                                 | 23                                                   | ?                                                    | ?                                                    | ?                                                    | ?                                                    |
| počet závodníků                                      | počet závodníků                                      | počet závodníků                                      | —                                                    | ?                                                    | ?                                                    | ?                                                    | ?                                                    |

| Výsledky EPJ v boulderingu 2012 (2) chlapci A | Výsledky EPJ v boulderingu 2012 (2) chlapci A | Výsledky EPJ v boulderingu 2012 (2) chlapci A | Výsledky EPJ v boulderingu 2012 (2) chlapci A | Výsledky EPJ v boulderingu 2012 (2) chlapci A | Výsledky EPJ v boulderingu 2012 (2) chlapci A |
| Pořadí                                        | Jméno                                         | Země                                          | Body                                          | L'Argentière                                  | Grindelwald                                   |
| --------------------------------------------- | --------------------------------------------- | --------------------------------------------- | --------------------------------------------- | --------------------------------------------- | --------------------------------------------- |
| 1.                                            | Joachim Tensing                               | Německo                                       |                                               |                                               |                                               |
| 2.                                            | Gregor Vezonik                                | Slovinsko                                     |                                               |                                               |                                               |
| 3.                                            | Marco Gozzi                                   | Itálie                                        |                                               |                                               |                                               |
|                                               |                                               |                                               |                                               |                                               |                                               |
| —                                             | —                                             | Česko                                         | —                                             | —                                             | —                                             |
| počet finalistů                               | počet finalistů                               | počet finalistů                               | počet finalistů                               | 6                                             | 6                                             |
| počet semifinalistů                           | počet semifinalistů                           | počet semifinalistů                           | počet semifinalistů                           | 20                                            | 20                                            |
| bodovaných závodníků                          | bodovaných závodníků                          | bodovaných závodníků                          | 40                                            | 30                                            | 30                                            |
| počet závodníků                               | počet závodníků                               | počet závodníků                               | —                                             | ?                                             | ?                                             |

### Dívky kat A
| Výsledky EPJ v lezení na obtížnost 2012 (6-2) dívky A | Výsledky EPJ v lezení na obtížnost 2012 (6-2) dívky A | Výsledky EPJ v lezení na obtížnost 2012 (6-2) dívky A | Výsledky EPJ v lezení na obtížnost 2012 (6-2) dívky A | Výsledky EPJ v lezení na obtížnost 2012 (6-2) dívky A | Výsledky EPJ v lezení na obtížnost 2012 (6-2) dívky A | Výsledky EPJ v lezení na obtížnost 2012 (6-2) dívky A | Výsledky EPJ v lezení na obtížnost 2012 (6-2) dívky A | Výsledky EPJ v lezení na obtížnost 2012 (6-2) dívky A | Výsledky EPJ v lezení na obtížnost 2012 (6-2) dívky A |
| Pořadí                                                | Jméno                                                 | Země                                                  | Body                                                  | Kranj                                                 | Imst                                                  | Linec                                                 | Voiron                                                | Moskva                                                | Edinburgh                                             |
| ----------------------------------------------------- | ----------------------------------------------------- | ----------------------------------------------------- | ----------------------------------------------------- | ----------------------------------------------------- | ----------------------------------------------------- | ----------------------------------------------------- | ----------------------------------------------------- | ----------------------------------------------------- | ----------------------------------------------------- |
| 1.                                                    | Anak Verhoeven                                        | Belgie                                                |                                                       |                                                       |                                                       |                                                       |                                                       |                                                       |                                                       |
| 2.                                                    | Jessica Pilz                                          | Rakousko                                              |                                                       |                                                       |                                                       |                                                       |                                                       |                                                       |                                                       |
| 3.                                                    | Ana Tiripa                                            | Německo                                               |                                                       |                                                       |                                                       |                                                       |                                                       |                                                       |                                                       |
|                                                       |                                                       |                                                       |                                                       |                                                       |                                                       |                                                       |                                                       |                                                       |                                                       |
| 7.                                                    | Andrea Pavlincová                                     | Česko                                                 |                                                       |                                                       |                                                       |                                                       |                                                       |                                                       |                                                       |
| ?.                                                    |                                                       | Česko                                                 |                                                       |                                                       |                                                       |                                                       |                                                       |                                                       |                                                       |
| počet finalistek                                      | počet finalistek                                      | počet finalistek                                      | počet finalistek                                      | 8                                                     | 8                                                     | 8                                                     | 8                                                     | 8                                                     | 8                                                     |
| počet semifinalistek                                  | počet semifinalistek                                  | počet semifinalistek                                  | počet semifinalistek                                  | 26                                                    | 26                                                    | 26                                                    | 26                                                    | 26                                                    | 26                                                    |
| bodovaných závodnic                                   | bodovaných závodnic                                   | bodovaných závodnic                                   | 31                                                    | 30                                                    | 30                                                    | 30                                                    | 30                                                    | 30                                                    | 30                                                    |
| počet závodnic                                        | počet závodnic                                        | počet závodnic                                        | —                                                     | ?                                                     | ?                                                     | ?                                                     | ?                                                     | ?                                                     | ?                                                     |

| Výsledky EPJ v lezení na rychlost 2012 (4) dívky A | Výsledky EPJ v lezení na rychlost 2012 (4) dívky A | Výsledky EPJ v lezení na rychlost 2012 (4) dívky A | Výsledky EPJ v lezení na rychlost 2012 (4) dívky A | Výsledky EPJ v lezení na rychlost 2012 (4) dívky A | Výsledky EPJ v lezení na rychlost 2012 (4) dívky A | Výsledky EPJ v lezení na rychlost 2012 (4) dívky A | Výsledky EPJ v lezení na rychlost 2012 (4) dívky A |
| Pořadí                                             | Jméno                                              | Země                                               | Body                                               | Pieve                                              | Chamonix                                           | Moskva                                             | Edinburgh                                          |
| -------------------------------------------------- | -------------------------------------------------- | -------------------------------------------------- | -------------------------------------------------- | -------------------------------------------------- | -------------------------------------------------- | -------------------------------------------------- | -------------------------------------------------- |
| 1.                                                 | Izabela Janis                                      | Polsko                                             |                                                    |                                                    |                                                    |                                                    |                                                    |
| 2.                                                 | Andrea Ebner                                       | Itálie                                             |                                                    |                                                    |                                                    |                                                    |                                                    |
| 3.                                                 | Michela Facci                                      | Itálie                                             |                                                    |                                                    |                                                    |                                                    |                                                    |
|                                                    |                                                    |                                                    |                                                    |                                                    |                                                    |                                                    |                                                    |
| —                                                  | —                                                  | Česko                                              | —                                                  | —                                                  | —                                                  | —                                                  | —                                                  |
| počet finalistek                                   | počet finalistek                                   | počet finalistek                                   | počet finalistek                                   | 4                                                  | 4                                                  | 4                                                  | 4                                                  |
| počet semifinalistek                               | počet semifinalistek                               | počet semifinalistek                               | počet semifinalistek                               | 16/8                                               | 16/8                                               | 16/8                                               | 16/8                                               |
| bodovaných závodnic                                | bodovaných závodnic                                | bodovaných závodnic                                | 19                                                 | 30                                                 | 30                                                 | 30                                                 | 30                                                 |
| počet závodnic                                     | počet závodnic                                     | počet závodnic                                     | —                                                  | ?                                                  | ?                                                  | ?                                                  | ?                                                  |

| Výsledky EPJ v boulderingu 2012 (4) dívky A | Výsledky EPJ v boulderingu 2012 (4) dívky A | Výsledky EPJ v boulderingu 2012 (4) dívky A | Výsledky EPJ v boulderingu 2012 (4) dívky A | Výsledky EPJ v boulderingu 2012 (4) dívky A | Výsledky EPJ v boulderingu 2012 (4) dívky A |
| Pořadí                                      | Jméno                                       | Země                                        | Body                                        | L'Argentière                                | Grindelwald                                 |
| ------------------------------------------- | ------------------------------------------- | ------------------------------------------- | ------------------------------------------- | ------------------------------------------- | ------------------------------------------- |
| 1.                                          | Julia Chanourdie                            | Francie                                     |                                             |                                             |                                             |
| 2.                                          | Karoline Sinnhuber                          | Rakousko                                    |                                             |                                             |                                             |
| 3.                                          | Annalisa De Marco                           | Itálie                                      |                                             |                                             |                                             |
|                                             |                                             |                                             |                                             |                                             |                                             |
| —                                           | —                                           | Česko                                       | —                                           | —                                           | —                                           |
| počet finalistek                            | počet finalistek                            | počet finalistek                            | počet finalistek                            | 6                                           | 6                                           |
| počet semifinalistek                        | počet semifinalistek                        | počet semifinalistek                        | počet semifinalistek                        | 20                                          | 20                                          |
| bodovaných závodnic                         | bodovaných závodnic                         | bodovaných závodnic                         | ??                                          | 30                                          | 30                                          |
| počet závodnic                              | počet závodnic                              | počet závodnic                              | —                                           | ?                                           | ?                                           |

### Chlapci kat B
| Výsledky EPJ v lezení na obtížnost 2012 (6-2) chlapci B | Výsledky EPJ v lezení na obtížnost 2012 (6-2) chlapci B | Výsledky EPJ v lezení na obtížnost 2012 (6-2) chlapci B | Výsledky EPJ v lezení na obtížnost 2012 (6-2) chlapci B | Výsledky EPJ v lezení na obtížnost 2012 (6-2) chlapci B | Výsledky EPJ v lezení na obtížnost 2012 (6-2) chlapci B | Výsledky EPJ v lezení na obtížnost 2012 (6-2) chlapci B | Výsledky EPJ v lezení na obtížnost 2012 (6-2) chlapci B | Výsledky EPJ v lezení na obtížnost 2012 (6-2) chlapci B | Výsledky EPJ v lezení na obtížnost 2012 (6-2) chlapci B |
| Pořadí                                                  | Jméno                                                   | Země                                                    | Body                                                    | Kranj                                                   | Imst                                                    | Linec                                                   | Voiron                                                  | Moskva                                                  | Edinburgh                                               |
| ------------------------------------------------------- | ------------------------------------------------------- | ------------------------------------------------------- | ------------------------------------------------------- | ------------------------------------------------------- | ------------------------------------------------------- | ------------------------------------------------------- | ------------------------------------------------------- | ------------------------------------------------------- | ------------------------------------------------------- |
| 1.                                                      | Ruben Firnenburg                                        | Německo                                                 | 330                                                     | 1. 100                                                  | 1. 100                                                  | 12. (28)                                                | 3. 65                                                   | —                                                       | 3. 65                                                   |
| 2.                                                      | Anže Peharc                                             | Slovinsko                                               | 325                                                     | 3. 65                                                   | 4. (55)                                                 | 2. 80                                                   | 2. 80                                                   | —                                                       | 1. 100                                                  |
| 3.                                                      | Georg Parma                                             | Rakousko                                                | 275                                                     | 4. 55                                                   | 3. 65                                                   | 1. 100                                                  | 4. 55                                                   | —                                                       | —                                                       |
|                                                         |                                                         |                                                         |                                                         |                                                         |                                                         |                                                         |                                                         |                                                         |                                                         |
| 65.-66.                                                 | Pavel Krutil                                            | Česko                                                   | 5                                                       | —                                                       | —                                                       | —                                                       | —                                                       | —                                                       | 26. 5                                                   |
| 68.                                                     | Vojtěch Sedláček                                        | Česko                                                   | 2                                                       | —                                                       | —                                                       | 28.-29. 2                                               | —                                                       | —                                                       | —                                                       |
| počet finalistů                                         | počet finalistů                                         | počet finalistů                                         | počet finalistů                                         | 10                                                      | 10                                                      | 11                                                      | 10                                                      | 9                                                       | 10                                                      |
| počet semifinalistů                                     | počet semifinalistů                                     | počet semifinalistů                                     | počet semifinalistů                                     | bez semifinále                                          | bez semifinále                                          | bez semifinále                                          | bez semifinále                                          | bez semifinále                                          | bez semifinále                                          |
| bodovaných závodníků                                    | bodovaných závodníků                                    | bodovaných závodníků                                    | 70                                                      | 29                                                      | 30                                                      | 30                                                      | 30                                                      | 9                                                       | 27                                                      |
| celkový počet závodníků                                 | celkový počet závodníků                                 | celkový počet závodníků                                 | —                                                       | 44                                                      | 48                                                      | 43                                                      | 30                                                      | 9                                                       | 27                                                      |

| Výsledky EPJ v lezení na rychlost 2012 (4) chlapci B | Výsledky EPJ v lezení na rychlost 2012 (4) chlapci B | Výsledky EPJ v lezení na rychlost 2012 (4) chlapci B | Výsledky EPJ v lezení na rychlost 2012 (4) chlapci B | Výsledky EPJ v lezení na rychlost 2012 (4) chlapci B | Výsledky EPJ v lezení na rychlost 2012 (4) chlapci B | Výsledky EPJ v lezení na rychlost 2012 (4) chlapci B | Výsledky EPJ v lezení na rychlost 2012 (4) chlapci B |
| Pořadí                                               | Jméno                                                | Země                                                 | Body                                                 | Pieve                                                | Chamonix                                             | Moskva                                               | Edinburgh                                            |
| ---------------------------------------------------- | ---------------------------------------------------- | ---------------------------------------------------- | ---------------------------------------------------- | ---------------------------------------------------- | ---------------------------------------------------- | ---------------------------------------------------- | ---------------------------------------------------- |
| 1.                                                   | Alexandr Šikov                                       | Rusko                                                | 200                                                  | —                                                    | 1. 100                                               | 1. 100                                               | —                                                    |
| 2.                                                   | Ludovico Fossali                                     | Itálie                                               | 180                                                  | 1. 100                                               | 2. 80                                                | —                                                    | —                                                    |
| 3.                                                   | Pavel Krutil                                         | Česko                                                | 143                                                  | 7. 43                                                | —                                                    | —                                                    | 1. 100                                               |
|                                                      |                                                      |                                                      |                                                      |                                                      |                                                      |                                                      |                                                      |
| 4.-5.                                                | Miroslav Doseděl                                     | Česko                                                | 80                                                   | 2. 80                                                | —                                                    | —                                                    | —                                                    |
| 6.-8.                                                | Jan Doseděl                                          | Česko                                                | 65                                                   | 3. 65                                                | —                                                    | —                                                    | —                                                    |
| počet finalistů                                      | počet finalistů                                      | počet finalistů                                      | počet finalistů                                      | 4                                                    | 3                                                    | 4                                                    | —                                                    |
| počet semifinalistů                                  | počet semifinalistů                                  | počet semifinalistů                                  | počet semifinalistů                                  | —                                                    | —                                                    | 8                                                    | —                                                    |
| bodovaných závodníků                                 | bodovaných závodníků                                 | bodovaných závodníků                                 | 18                                                   | 7                                                    | 3                                                    | 10                                                   | 1                                                    |
| počet závodníků                                      | počet závodníků                                      | počet závodníků                                      | 18                                                   | 7                                                    | 3                                                    | 10                                                   | 1                                                    |

| Výsledky EPJ v boulderingu 2012 (2) chlapci B | Výsledky EPJ v boulderingu 2012 (2) chlapci B | Výsledky EPJ v boulderingu 2012 (2) chlapci B | Výsledky EPJ v boulderingu 2012 (2) chlapci B | Výsledky EPJ v boulderingu 2012 (2) chlapci B | Výsledky EPJ v boulderingu 2012 (2) chlapci B |
| Pořadí                                        | Jméno                                         | Země                                          | Body                                          | L'Argentière                                  | Grindelwald                                   |
| --------------------------------------------- | --------------------------------------------- | --------------------------------------------- | --------------------------------------------- | --------------------------------------------- | --------------------------------------------- |
| 1.                                            | Dominic Burns                                 | Irsko                                         | 155                                           | 4. 55                                         | 1. 100                                        |
| 2.                                            | Nicolas Pelorson                              | Francie                                       | 140                                           | 1. 100                                        | 8. 40                                         |
| 3.                                            | Anze Peharc                                   | Slovinsko                                     | 123                                           | 2. 80                                         | 7. 43                                         |
|                                               |                                               |                                               |                                               |                                               |                                               |
| —                                             | —                                             | Česko                                         | —                                             | —                                             | —                                             |
| počet finalistů                               | počet finalistů                               | počet finalistů                               | počet finalistů                               | 6                                             | 6                                             |
| počet semifinalistů                           | počet semifinalistů                           | počet semifinalistů                           | počet semifinalistů                           | 20                                            | 20                                            |
| bodovaných závodníků                          | bodovaných závodníků                          | bodovaných závodníků                          | 33                                            | 30                                            | 30                                            |
| počet závodníků                               | počet závodníků                               | počet závodníků                               | —                                             | ?                                             | ?                                             |

### Dívky kat B
| Výsledky EPJ v lezení na obtížnost 2012 (6-2) dívky B | Výsledky EPJ v lezení na obtížnost 2012 (6-2) dívky B | Výsledky EPJ v lezení na obtížnost 2012 (6-2) dívky B | Výsledky EPJ v lezení na obtížnost 2012 (6-2) dívky B | Výsledky EPJ v lezení na obtížnost 2012 (6-2) dívky B | Výsledky EPJ v lezení na obtížnost 2012 (6-2) dívky B | Výsledky EPJ v lezení na obtížnost 2012 (6-2) dívky B | Výsledky EPJ v lezení na obtížnost 2012 (6-2) dívky B | Výsledky EPJ v lezení na obtížnost 2012 (6-2) dívky B | Výsledky EPJ v lezení na obtížnost 2012 (6-2) dívky B |
| Pořadí                                                | Jméno                                                 | Země                                                  | Body                                                  | Kranj                                                 | Imst                                                  | Linec                                                 | Voiron                                                | Moskva                                                | Edinburgh                                             |
| ----------------------------------------------------- | ----------------------------------------------------- | ----------------------------------------------------- | ----------------------------------------------------- | ----------------------------------------------------- | ----------------------------------------------------- | ----------------------------------------------------- | ----------------------------------------------------- | ----------------------------------------------------- | ----------------------------------------------------- |
| 1.                                                    | Staša Gejo                                            | Srbsko                                                |                                                       |                                                       |                                                       |                                                       |                                                       |                                                       |                                                       |
| 2.                                                    | Hannah Schubert                                       | Rakousko                                              |                                                       |                                                       |                                                       |                                                       |                                                       |                                                       |                                                       |
| 3.                                                    | Solène Amoros                                         | Francie                                               |                                                       |                                                       |                                                       |                                                       |                                                       |                                                       |                                                       |
|                                                       |                                                       |                                                       |                                                       |                                                       |                                                       |                                                       |                                                       |                                                       |                                                       |
| 9.                                                    | Jana Vincourková                                      | Česko                                                 |                                                       |                                                       |                                                       |                                                       |                                                       |                                                       |                                                       |
| ?.                                                    |                                                       | Česko                                                 |                                                       |                                                       |                                                       |                                                       |                                                       |                                                       |                                                       |
| počet finalistek                                      | počet finalistek                                      | počet finalistek                                      | počet finalistek                                      | 8                                                     | 8                                                     | 8                                                     | 8                                                     | 8                                                     | 8                                                     |
| počet semifinalistek                                  | počet semifinalistek                                  | počet semifinalistek                                  | počet semifinalistek                                  | 26                                                    | 26                                                    | 26                                                    | 26                                                    | 26                                                    | 26                                                    |
| bodovaných závodnic                                   | bodovaných závodnic                                   | bodovaných závodnic                                   | 61                                                    | 30                                                    | 30                                                    | 30                                                    | 30                                                    | 30                                                    | 30                                                    |
| počet závodnic                                        | počet závodnic                                        | počet závodnic                                        | —                                                     | ?                                                     | ?                                                     | ?                                                     | ?                                                     | ?                                                     | ?                                                     |

| Výsledky EPJ v lezení na rychlost 2012 (4) dívky B | Výsledky EPJ v lezení na rychlost 2012 (4) dívky B | Výsledky EPJ v lezení na rychlost 2012 (4) dívky B | Výsledky EPJ v lezení na rychlost 2012 (4) dívky B | Výsledky EPJ v lezení na rychlost 2012 (4) dívky B | Výsledky EPJ v lezení na rychlost 2012 (4) dívky B | Výsledky EPJ v lezení na rychlost 2012 (4) dívky B | Výsledky EPJ v lezení na rychlost 2012 (4) dívky B |
| Pořadí                                             | Jméno                                              | Země                                               | Body                                               | Pieve                                              | Chamonix                                           | Moskva                                             | Edinburgh                                          |
| -------------------------------------------------- | -------------------------------------------------- | -------------------------------------------------- | -------------------------------------------------- | -------------------------------------------------- | -------------------------------------------------- | -------------------------------------------------- | -------------------------------------------------- |
| 1.                                                 | Anastasiia Klochkova                               | Rusko                                              |                                                    |                                                    |                                                    |                                                    |                                                    |
| 2.                                                 | Chiara Rogora                                      | Itálie                                             |                                                    |                                                    |                                                    |                                                    |                                                    |
| 3.                                                 | Patrycja Chudziak                                  | Polsko                                             |                                                    |                                                    |                                                    |                                                    |                                                    |
|                                                    |                                                    |                                                    |                                                    |                                                    |                                                    |                                                    |                                                    |
| 7.                                                 | Veronika Scheuerová                                | Česko                                              |                                                    |                                                    |                                                    |                                                    |                                                    |
| ?.                                                 |                                                    | Česko                                              |                                                    |                                                    |                                                    |                                                    |                                                    |
| počet finalistek                                   | počet finalistek                                   | počet finalistek                                   | počet finalistek                                   | 4                                                  | 4                                                  | 4                                                  | 4                                                  |
| počet semifinalistek                               | počet semifinalistek                               | počet semifinalistek                               | počet semifinalistek                               | 16/8                                               | 16/8                                               | 16/8                                               | 16/8                                               |
| bodovaných závodnic                                | bodovaných závodnic                                | bodovaných závodnic                                | 28'                                                | 30                                                 | 30                                                 | 30                                                 | 30                                                 |
| počet závodnic                                     | počet závodnic                                     | počet závodnic                                     | —                                                  | ?                                                  | ?                                                  | ?                                                  | ?                                                  |

| Výsledky EPJ v boulderingu 2012 (2) dívky B | Výsledky EPJ v boulderingu 2012 (2) dívky B | Výsledky EPJ v boulderingu 2012 (2) dívky B | Výsledky EPJ v boulderingu 2012 (2) dívky B | Výsledky EPJ v boulderingu 2012 (2) dívky B | Výsledky EPJ v boulderingu 2012 (2) dívky B |
| Pořadí                                      | Jméno                                       | Země                                        | Body                                        | L'Argentière                                | Grindelwald                                 |
| ------------------------------------------- | ------------------------------------------- | ------------------------------------------- | ------------------------------------------- | ------------------------------------------- | ------------------------------------------- |
| 1.                                          | Paloma Simon                                | Francie                                     |                                             |                                             |                                             |
| 2.                                          | Mona Kellner                                | Německo                                     |                                             |                                             |                                             |
| 3.                                          | Franziska Sterrer                           | Rakousko                                    |                                             |                                             |                                             |
|                                             |                                             |                                             |                                             |                                             |                                             |
| —                                           | —                                           | Česko                                       | —                                           | —                                           | —                                           |
| počet finalistek                            | počet finalistek                            | počet finalistek                            | počet finalistek                            | 6                                           | 6                                           |
| počet semifinalistek                        | počet semifinalistek                        | počet semifinalistek                        | počet semifinalistek                        | 20                                          | 20                                          |
| bodovaných závodnic                         | bodovaných závodnic                         | bodovaných závodnic                         | 33                                          | 30                                          | 30                                          |
| počet závodnic                              | počet závodnic                              | počet závodnic                              | —                                           | ?                                           | ?                                           |

### Čeští medailisté v jednotlivých závodech EPJ 2012
| Datum a Místo        | Disciplína        | Kategorie | Lezec/lezkyně       | Zlato         | Stříbro          | Bronz            |
| -------------------- | ----------------- | --------- | ------------------- | ------------- | ---------------- | ---------------- |
| 18. května Edinburgh | Rychlost 1. kolo  | Junioři   | Eva Křížová         |               |                  | Bronzová medaile |
| 18. května Edinburgh | Rychlost 1. kolo  | Kat. A    | Jan Kříž            | Zlatá medaile |                  |                  |
| 18. května Edinburgh | Rychlost 1. kolo  | Kat. B    | Pavel Krutil        |               |                  | Bronzová medaile |
| 8. července Chamonix | Rychlost 3. kolo  | Kat. A    | Jan Kříž            |               | Stříbrná medaile |                  |
| 11. srpna Pieve      | Rychlost 4. kolo  | Kat. A    | Jan Kříž            | Zlatá medaile |                  |                  |
| 11. srpna Pieve      | Rychlost 4. kolo  | Kat. B    | Miroslav Doseděl    |               | Stříbrná medaile |                  |
| 11. srpna Pieve      | Rychlost 4. kolo  | Kat. B    | Jan Doseděl         |               |                  | Bronzová medaile |
| 11. srpna Pieve      | Rychlost 4. kolo  | Kat. B    | Veronika Scheuerová | Zlatá medaile |                  |                  |
| 24. listopadu Kranj  | Obtížnost 6. kolo | Kat. B    | Jana Vincourková    | Zlatá medaile |                  |                  |

### Medaile podle zemí
| pořadí | stát      | Zlatá medaile | Stříbrná medaile | Bronzová medaile | celkem |
| ------ | --------- | ------------- | ---------------- | ---------------- | ------ |
| 1.     | Francie   | 5             | 2                | 3                | 10     |
| 2.     | Itálie    | 2             | 5                | 4                | 11     |
| 3.     | Německo   | 2             | 1                | 2                | 5      |
| 4.     | Rakousko  | 1             | 4                | 3                | 8      |
| 5.     | Slovinsko | 1             | 3                | 2                | 6      |
| 6.     | Polsko    | 1             | 1                | 1                | 3      |
| 7.     | Belgie    | 1             | 1                | 0                | 2      |
| 7.     | Rusko     | 1             | 1                | 0                | 2      |
| 8.     | Švýcarsko | 1             | 0                | 2                | 3      |
| 9.     | Česko     | 1             | 0                | 1                | 2      |
| 10.    | Srbsko    | 1             | 0                | 0                | 1      |
| 10.    | Norsko    | 1             | 0                | 0                | 1      |

### Videozáznamy z EPJ 2012
| Místo        | Pozvánka | Obtížnost | Obtížnost  | Rychlost | Rychlost   | Bouldering | Bouldering | Jiné |
| Místo        | Pozvánka | finále    | semifinále | finále   | semifinále | finále     | semifinále | Jiné |
| ------------ | -------- | --------- | ---------- | -------- | ---------- | ---------- | ---------- | ---- |
| Edinburgh    | x        | x         | x          | x        | x          | —          | —          |      |
| Moskva       | x        | x         | x          | x        | x          | —          | —          |      |
| Grindelwald  | x        | —         | —          | —        | —          | x          | x          |      |
| Voiron       | x        | x         | x          | —        | —          | —          | —          |      |
| Linec        | x        | x         | x          | —        | —          | —          | —          |      |
| Chamonix     | x        | —         | —          | x        | x          | —          | —          |      |
| L'Argentière | x        | —         | —          | —        | —          | x          | x          |      |
| Imst         | x        | x         | x          | —        | —          | —          | —          |      |
| Pieve        | x        | x         | x          | —        | —          | —          | —          |      |
| Kranj        | x        | x         | x          | —        | —          | —          | —          |      |